# Museo del Táchira
El Museo del Táchira es el principal museo del estado homónimo, está ubicado en la Hacienda Paramillo de la Avenida Universidad de la ciudad capital, San Cristóbal. Fue fundado el 24 de octubre de 1980 bajo el mandato del entonces gobernador Enrique Mogollón mediante el Decreto n.º 131 del ente regional y se inaugura formalmente el 14 de diciembre de 1984 bajo la gobernación de Luisa Teresa Pacheco de Chacón. El instituto, junto con la Red de Museos Municipales, salvaguarda, conserva y expone el acervo arqueológico, antropológico, histórico y cultural de la región.

## Historia
En el año 1593 se asienta un grupo de Padres Agustinos en la Villa de San Cristóbal, fundando un Convento-Escuela para fines educativos y de evangelización. Más adelante, los Agustinos adquirieron otros terrenos de la Villa en los que se criaba ganado y se sembraban y cosechaban algunos rubros agrícolas (café y caña de azúcar, principalmente) para la manutención propia de la congregación, la cual contaba con 17 frailes doctrineros para el año 1604. Dicha dinámica se mantuvo por espacio de dos siglos.
Sería hasta el año 1750 cuando los frailes deciden emprender la construcción de la Hacienda Paramillo en uno de sus principales predios, continuando la obtención de renta por medio de las labores agropecuarias para mantener sus actividades educativas y de evangelización. Llegado el año 1794, el Visitador Fray Juan Bautista González decide la clausura del convento argumentando insuficiencia de rentas y de personal religioso, por lo que las rentas pasan a cubrir solamente fines educativos.
Posteriormente, en los albores de la Gran Colombia, la Hacienda es confiscada por el Congreso Constituyente en 1821 pasando su jurisdicción al Concejo Municipal de San Cristóbal, luego a la Universidad de los Andes y posteriormente a varias manos de particulares desde 1829 hasta 1977 cuando los últimos propietarios particulares, Caracciolo Carrero Márquez y Evelia Prato de Carrero, negocian en 1967 con la Corporación de Los Andes, el Concejo Municipal y Fundatáchira la compra de 3.080.000 metros cuadrados de terrenos aledaños excluyendo los 30.000 metros cuadrados donde se encuentra la Hacienda Paramillo, el cual podría comprarse 20 años después con el mismo monto acordado tal como rezaba la cláusula 4 del documento N° 9 Tomo 1 de fecha 7 de enero de 1967. No obstante, el caso llega a la Contraloría General de la República y ante la voluntad de la gobernación de comprar ese predio 10 años antes, se procede a forzar la ejecución de la venta en el tiempo mencionado bajo el dictamen de la Contraloría:

No obstante lo dicho, si los organismos adquirientes tienen necesidad o urgencia de realizar de inmediato la adquisición, para poder ejecutar pronto alguna obra de utilidad y también para aprovechar la construcción existente antes de que por vetustez y abandono desaparezca, bien pueden aceptar justiﬁcadamente un entendimiento que les proporcione esa oportunidad admitiendo al efecto el pago de una compensación adecuada.
Contraloría General de la República

De esta manera, según expresa el Protocolo 1.º del 6 de enero de 1977, Tomo 1.º bajo el N° 7 Registro Principal Folio 11 y 14, la Hacienda Paramillo y sus terrenos circundantes son adquiridos con miras de hacer de ella la sede del Museo del Táchira.
Paralelamente, el germen de esta iniciativa está en la creación en 1976, por la antropóloga Reina Duran, del Departamento de Antropología del Estado Táchira. Este se inicia con las piezas recolectadas por el equipo de la antropóloga en 26 excavaciones que se realizan en varios municipios del estado gracias al aviso y permiso de los propietarios de las tierras donde excavaban.
En 1980, se produce el decreto para fundar el museo en la Hacienda bajo el mandato del gobernador Enrique Mogollón. Para ello, se le dio la competencia de restauración del edificio a la Facultad de Arquitectura de la Universidad de los Andes, la cual se ejecutó entre 1982 y 1983. Un año antes (1981), se inaugura la primera exposición permanente de lo que será el museo en la Quinta Turiba del sector Barrio Obrero de la ciudad de San Cristóbal esperando por el término de la restauración.  
Finalmente, la exposición se muda a la Hacienda en mayo de 1984, dándose apertura a su primera exposición formal en el lugar el 14 de diciembre de 1984. En 1989 finalizan las ampliaciones que se le hacen al edificio (que conforma sus salas de exposición actuales) y en 1991 se propone el anexo dedicado a la Biblioteca y las exposiciones de Ciencias Naturales, el cual es acogido y ejecutado por el Congreso de la República y finalizado en el año 2007.

## Salas y exposiciones
En 1991 el museo contaba con 10 salas con sus exposiciones distribuidas de la siguiente manera:
- Salas 1 a la 6: Prehistoria y arqueología regional
- Salas 7 a la 8: Historia Regional del Estado Táchira
- Sala 9: Cultura Tradicional del Estado Táchira
- Sala 10: Exposiciones temporales

Actualmente, las salas pasan a ser 17, dispuestas como sigue:
- Salas 1 a la 6. Prehistoria y arqueología general: se exponen cráneos, huesos, material lítico, cerámica, artefactos de concha, entre otros que dan cuenta del quehacer cotidiano de las poblaciones que habitaron las tierras de la región en tiempos pretéritos.
- Sala 7 a la 9. Historia Regional del Estado Táchira: se expone un panorama de la Conquista y los comienzos del poblamiento del Estado que va desde la colonia hasta comienzos del siglo XIX.
- Sala 10 a la 12. Cultura Tradicional del Estado Táchira: muestra de objetos domésticos, cestería, cerámica, objetos de labranza y fotografías de las actividades artesanales y agrícolas más importantes del Estado Táchira y tipos de vivienda.
- Sala 13 a la 15. Ciencias Naturales: muestras de carácter paleontológico y geológico, de la flora y fauna y el ambiente en general de la región.
- Sala 16 y 17. Exposiciones temporales de diversas temáticas.

Para el año 2016, el museo cuenta con 1.284 objetos en exposición entre piezas y fotografías y un aproximado de 157.200 piezas en bodega, de los cuales la gran mayoría se han obtenido en los trabajos de campo del mismo personal de la institución.